# G-Unit Radio Pt. 1 :: Smokin Day 2
G-Unit Radio Pt. 1 :: Smokin Day 2 – płyta DJ Whoo Kida wydana w 2003 roku. Oprócz samego 50 Centa na pyłcie można usłyszeć takie gwiazdy jak Snoop Dogg, Tony Yayo, Lloyd Banks, Young Buck oraz RBX i Eastsidaz
| Nr | Tytuł                    | Czas | Producent   | Wykonawcy                                     |
| -- | ------------------------ | ---- | ----------- | --------------------------------------------- |
| 1  | „Intro”                  | 0:41 | DJ Whoo Kid | Snoop Dogg                                    |
| 2  | „The Realest Killas”     | 3:39 | Red Spyda   | 50 Cent, 2Pac                                 |
| 3  | „Pimp [remix]”           | 4:47 | DJ Whoo Kid | 50 Cent, Snoop Dogg, Don Magic Juan           |
| 4  | „Baby Get On Yo Knees”   | 4:35 | DJ Whoo Kid | 50 Cent, Lloyd Banks, Young Buck              |
| 5  | „Beautiful (remix)”      | 3:02 | DJ Whoo Kid | 50 Cent, Lloyd Banks                          |
| 6  | ” True Loyalty”          | 3:02 | Red Spyda   | 50 Cent, Lloyd Banks, Tony Yayo               |
| 7  | „I Get High”             | 1:06 | DJ Whoo Kid | Snoop Dogg                                    |
| 8  | „High Than A Muthafucka” | 1:52 | Red Spyda   | Young Buck                                    |
| 9  | „50 Cent Interlude”      | 0:34 | DJ Whoo Kid | 50 Cent                                       |
| 10 | „Get High All The Time”  | 3:51 | DJ Whoo Kid | 50 Cent                                       |
| 11 | „Hyrdo Hit”              | 0:04 | Red Spyda   | Snoop Dogg, Daz, Soopafly                     |
| 12 | „Crip Hop „              | 1:54 | Red Spyda   | Snoop Dogg, DJ Whoo Kid, Uncle Charlie Wilson |
| 13 | „Let's Get High”         | 0:05 | DJ Whoo Kid | Snoop Dogg, RBX, Eastsidaz                    |
| 14 | „50 Cent Outro”          | 0:06 | DJ Whoo Kid | 50 Cent                                       |